# Вторжение на остров Гоцо
Вторжение на остров Гоцо — вторжение турок-османов на мальтийский остров Гоцо, проходившее в июле 1551 года после неудачной попытки турок-османов захватить Мальту, осуществлённой 18 июля 1551 года. За ним последовала осада Триполи, окончившаяся победой турецких войск.

## Вторжение
Первоначально османские войска численностью 10 000 человек, высадились на острове Мальта близ Марсамшетта и вскоре подошли к Биргу и форту Сан-Анджело, но быстро захватить их туркам не удалось, так как форты были хорошо укреплены. В связи с этим турки отступили от них и направили свои войска к Мдине, на пути к которой они грабили и выжигали деревни. Тем временем рыцари, составлявшие гарнизон города и находящиеся под командованием Фра Виллеганион, совместно с беженцами из выжженных деревень начали подготовку к обороне. Турки, подойдя к городу, увидели, насколько велик его гарнизон, и решили вопреки планам не осаждать его. Между тем османские корабли, стоящие на якоре в гавани Марсамшетт, были атакованы флотом поддержки.
Вскоре турки высадились на острове Гоцо. Через несколько дней обстрела цитадели Виктории, её гарнизон, возглавляемый Хелатианом де Сесса, капитулировал. В плен было взято около 6 000 человек, которые 30 июля на кораблях отплыли в Триполи, где были проданы в рабство.

## Последствия
Численность населения острова Гоцо после опустошения его турками составила около 40 человек, с Мальты на остров орденом госпитальеров началось переселение людей с целью восстановления на нём численности населения. Однако только через 150 лет численность населения острова достигла показателей 1551 года.
После этого орден поручил инженерам Леоне Строцци и Петро Пардо возвести оборонительные сооружения на островах Мальтийского архипелага и позже, если потребуется, выслушать предложения инженеров об их модернизации. Великий магистр Хуан де Омедес обложил большим налогом жителей острова и на полученные средства возвёл дополнительные сооружения у крепости Дежма. По поручению Ордена госпитальеров, Леоне Строцци и Петро Пардо для лучшей защиты Великой гавани были построены форт Сент-Михаэль и форт Сент-Эльмо. Крепости, расположенные в Мдину и Биргу, были укреплены, в Сингли возведены оборонительные сооружения.
Неприступность Мальты стала причиной Великой осады Мальты в 1565 году.
Впоследствии турки пытались захватить остров ещё два раза — в 1613 и в 1709 годах, но обе попытки закончились неудачей.